# ماري بيرنت تالبرت
ماري بيرنت تالبرت (بالإنجليزية: Mary Burnett Talbert)‏ هي سفرجات أمريكية، ولدت في 17 سبتمبر 1866، وتوفيت في 15 أكتوبر 1923.